# Montà
Montà – miejscowość i gmina we Włoszech, w regionie Piemont, w prowincji Cuneo.
Według danych na rok 2004 gminę zamieszkiwały 4292 osoby, 165,1 os./km².